# Il domatore di leoni
Il domatore di leoni (titolo originale Lejontämjaren) è un romanzo giallo della scrittrice svedese Camilla Läckberg pubblicato in Svezia nel 2014.
È il nono libro della serie che ha per protagonisti la scrittrice Erica Falck e il poliziotto Patrik Hedström.
La prima edizione del romanzo è stata pubblicata nell'anno 2016 da Marsilio.

## Trama
Una mattina del marzo 1975 la polizia faceva irruzione nell'isolata casa di Fjällbacka in cui Vladek Kowalski viveva con la moglia Laila e i due figli Louise e Peter, trovando l'uomo massacrato a coltellate e la moglie che lo vegliava. I poliziotti, sgomenti, trovarono inoltre la primogenita incatenata in cantina. Il motivo dell'omicidio non fu mai scoperto, ma si ipotizzò che Laila avesse ucciso il marito a causa dei continui abusi e maltrattamenti con cui apparentemente tormentava la figlia. 
Anni dopo Erica Falck è alle prese col suo nuovo libro, un'inchiesta su una tragedia familiare che con gli anni ha assunto i contorni della leggenda. Si reca nel penitenziario ove Laila sta scontando l'ergastolo, ma la donna si trincera dietro un'ostinata reticenza, raccontando solo del figlio Peter (sparito nel nulla anni dopo l'omicidio del padre) e di come conobbe Vladek, domatore di leoni in un circo vacante che si era fermato a Fjällbacka, e del loro colpo di fulmine. Non racconta però alla scrittrice che, dopo la nascita dei figli, il male si introdusse nella loro casa, portandoli a trasferirsi più volte per nascondere i segni (che lei portava nel corpo e che doveva continuamente giustificare a medici e polizia) della grave psicosi di un membro della famiglia.
Durante una giornata di gelido inverno di Fjällbacka, da un bosco esce all'improvviso una ragazza sotto shock, che cammina a piedi scalzi e con gli occhi simili a due buchi neri. Una volta arrivata in strada, viene travolta da un'auto per poi morire poco dopo in ospedale. Patrik Hedström la identifica subito: si tratta di una ragazza sparita quattro mesi prima e che viene subito collegata ad altre sparizioni di ragazze avvenute negli ultimi due anni in Svezia. La giovane, che aveva subìto delle orribili mutilazioni, era allieva di una scuola di equitazione della zona e nel sangue aveva tracce di un potente anestetico usato per i cavalli. Ad un certo punto, tra le due indagini (le ragazze scomparse e l'assassinio del domatore di leoni) sembra crearsi un collegamento, così gli agenti del commissariato di Tanumshede ed Erica si troveranno a dover nuovamente collaborare. Scavando nel passato di Laila, la scrittrice scopre infatti che la donna nasconde un orrendo segreto. I detective a loro volta scoprono che decenni prima un mai scoperto serial killer aveva rapito, torturato e ucciso numerose ragazze: l'autore delle ultime quattro sparizioni sembrerebbe un emulatore (o un apprendista). Ancora una volta grazie alle intuizioni di Erica, i detective di Tanum, coadiuvati dai colleghi delle stazioni delle città in cui scomparvero le ragazze, arrivano alla sconvolgente spiegazione. Nelle ultime pagine al solo lettore viene svelata l'insospettabile vera identità dell'emulatore/apprendista del serial killer degli anni '70-80.

## Personaggi
Stazione di polizia di Tanum
- Patrik Hedström: detective.
- Martin Molin: detective.
- Gösta Flygare: detective.
- Annika Jansson: segretaria.
- Paula Morales: detective.
- Bertil Mellberg: commissario.

Personaggi principali
- Erica Falck: scrittrice, moglie di Patrik.
- Jonas Persson: veterinaio di Fjällbacka.
- Marta: moglie di Jonas; assieme gestiscono una scuola di equitazione.
- Helga: madre di Jonas.

La famiglia Kowalski
- Vladek: ex domatore di leoni;
- Laila: unica sopravvissuta e protagonista del nuovo libro di Erica;
- Louise: primogenita;
- Peter: secondogenito.

Personaggi secondari
- Anna Falck: sorella di Erica.
- Einar Persson: padre di Jonas.
- Agneta: sorella di Laila.
- Victoria Hallberg: una delle ragazze scomparse.
- Tyra Hansson: amica di Victoria.
- Ricky Hallberg: fratello maggiore di Victoria.
- Terese: ex di Jonas e madre di Tyra.
- Lasse: marito di Terese; fanatico religioso ed ex alcolista.
- Tess: coetanea di Louise; dopo l'omicidio di Vladek, furono date in affido alla stessa famiglia.

## Edizioni
- Camilla Lackberg, Il domatore di leoni, traduzione di Laura Cangemi, Marsilio, 2016. ISBN 978-88-317-2489-0.
- Camilla Lackberg, Il domatore di leoni, traduzione di Laura Cangemi, Marsilio, 2017. ISBN 978-88-317-2743-3.
- Camilla Lackberg, Il domatore di leoni, traduzione di Laura Cangemi, Universale Economica Feltrinelli, 2018. ISBN 978-88-317-4317-4.